# A Momentary Lapse of Reason
A Momentary Lapse of Reason je třinácté studiové album anglické skupiny Pink Floyd. Vydáno bylo v září 1987 (viz 1987 v hudbě) a v britském i americkém žebříčku se umístilo na třetím místě. Jedná se o první album vydané po odchodu baskytaristy a zpěváka Rogera Waterse z kapely v roce 1985 a jedinou desku skupiny, kde pod hlavičkou Pink Floyd hrají pouze dva hudebníci (David Gilmour a Nick Mason).

## Popis alba a jeho historie
Po odchodu Rogera Waterse ze skupiny v roce 1985 se zbylí dva členové, kytarista a zpěvák David Gilmour a bubeník Nick Mason, snažili o obnovení značky Pink Floyd. Protože v této době Waters rozvázal své smluvní vztahy s tehdejším manažerem kapely Stevem O'Rourkem, následovaly soudní spory o legální práva pro další užívání jména a některé tradiční symboly skupiny, jako bylo například velké nafukovací létající prase, postavy a skladby, které byly použité v projektu The Wall, s výjimkou tří, na kterých s Watersem spolupracoval i Gilmour („Run Like Hell“, „Young Lust“ a „Comfortably Numb“).
Bývalý čtvrtý člen skupiny, klávesista Rick Wright, se v polovině 80. let 20. století mohl se skupinou spojit jen jako externí, placený hudebník, protože po dokončení nahrávaní alba The Wall v roce 1979 byl Watersem ze skupiny vyloučen. Ačkoliv se Wright tedy podílel i na prvním „powatersovském“ albu A Momentary Lapse of Reason, z právních důvodů je zde jako skupina Pink Floyd uvedena pouze dvojice Gilmour – Mason.
Album bylo z větší části nahráno Davidem Gilmourem (téměř výhradním autorem hudby a částečným autorem textů), který si na pomoc pozval najaté studiové hudebníky. Nejznámějším z nich byl baskytarista Tony Levin (Peter Gabriel, King Crimson). Práce bubeníka Nicka Masona na tomto albu nebyla příliš velká. Bicí byly spolu s perkusemi většinou nahrány jinými muzikanty (např. bicí skladbě „The Dogs of War“ jsou od Carmina Appica, Jim Keltner nahrával skladby „On the Turning Away“ a „One Slip“, automatického bubeníka ve skladbě „Sorrow“ naprogramoval sám Gilmour). Přibližně uprostřed skladby „Learning to Fly“ je slyšet hlas z letecké řídící věže, který nahrál právě Mason (Gilmour a Mason jsou velcí fandové létání). Klávesy a vokály v některých skladbách nahrál Rick Wright, dalšími klávesisty byli např. Bob Ezrin či Jon Carin, který s Pink Floyd spolupracoval nadále, včetně sólových projektů Waterse i Gilmoura.
Album A Momentary Lapse of Reason je první album Pink Floyd, které bylo téměř celé nahrané digitální technikou. Pouze baskytara a bicí byly nahrávány analogově.

### Přebal alba
Na přebalu alba je vyobrazeno 700 nemocničních postelí na pláži v jihozápadní Anglii v Devonu. Nejde o fotomontáž, všechny železné postele byly přivezeny z Londýna (cesta trvala více než tři hodiny) a během dvou dnů byly postupně rozmístěny tak, jak to je vidět na obalu. Autorem přebalu je Storm Thorgerson, který byl členem skupiny Hipgnosis, jež vytvářela obaly alb Pink Floyd především v 70. letech 20. století.

## Vydávání alba a jeho umístění
A Momentary Lapse of Reason vyšlo na LP i CD v roce 1987, v Británii u EMI, v USA pod značkou Columbia Records. V obou státech byl album komerčně úspěšné, neboť v tamních žebříčcích se umístilo v obou zemích na třetím místě prodejnosti.
Začátkem 90. let 20. století byla v Evropě vydána remasterovaná verze alba, celosvětově vyšla v roce 1997. Nový remaster vyšel v roce 2005 v Kanadě a USA.

## Seznam skladeb
| Strana 1 | Strana 1                       | Strana 1                     | Strana 1 |
| Pořadí   | Název                          | Autor                        | Délka    |
| -------- | ------------------------------ | ---------------------------- | -------- |
| 1.       | Signs of Life (instrumentální) | Gilmour, Ezrin               | 4:24     |
| 2.       | Learning to Fly                | Gilmour, Moore, Ezrin, Carin | 4:53     |
| 3.       | The Dogs of War                | Gilmour, Moore               | 6:05     |
| 4.       | One Slip                       | Gilmour, Manzanera           | 5:10     |
| 5.       | On the Turning Away            | Gilmour, Moore               | 5:42     |

| Strana 2       | Strana 2                                                | Strana 2                   | Strana 2 |
| Pořadí         | Název                                                   | Autor                      | Délka    |
| -------------- | ------------------------------------------------------- | -------------------------- | -------- |
| 1.             | Yet Another Movie“ / „Round and Around (instrumentální) | Gilmour, Leonard / Gilmour | 7:28     |
| 2.             | A New Machine (Part 1)                                  | Gilmour                    | 1:46     |
| 3.             | Terminal Frost (instrumentální)                         | Gilmour                    | 6:17     |
| 4.             | A New Machine (Part 2)                                  | Gilmour                    | 0:38     |
| 5.             | Sorrow                                                  | Gilmour                    | 8:46     |
| Celková délka: | Celková délka:                                          | Celková délka:             | 51:14    |

## Obsazení
- Pink Floyd:
  - David Gilmour – kytary, klávesy, sequencer, bicí automat, zpěv
  - Nick Mason – bicí, perkuse, bicí automat, zvukové efekty, hlas ve skladbě „Learning to Fly“
- Michael Landau – kytara
- Tony Levin – baskytara, Chapman Stick
- Rick Wright – klávesy, vokály
- Jon Carin – klávesy
- Bob Ezrin – klávesy, sequencer, perkuse
- Bill Payne – Hammondovy varhany
- Patrick Leonard – syntezátory
- John Helliwell – saxofon (chybně uveden jako „John Halliwell“)
- Scott Page – tenorsaxofon
- Tom Scott – altsaxofon a sopránsaxofon
- Carmine Appice, Jim Keltner – bicí
- Darlene Koldenhaven, Carmen Twillie, Phyllis St. James, Donnie Gerrard – vokály

### Technická podpora
- Ken Caillat, Tom Jones, Sarah Nean Bruce – prostorový zvuk
- Guy Charbonneau – nahrávání
- Andrew Jackson – zvukové efekty
- Phil Taylor – supervizor pro techniku a hudbu
- Mastering Lab, Precision Lacquer – mastering